# Jósa Piroska
Jósa Piroska (Váradpósa, 1934. március 14. – Nagyvárad, 2019. június 19. vagy előtte) erdélyi magyar kör- és üzemorvos, helytörténetíró, publicista, világutazó.
Beírta nevét az erdélyi helytörténetbe.

## Életpályája
Orvostudományi tanulmányokat a magyar anyanyelven oktató Marosvásárhelyi Orvosi és Gyógyszerészeti Intézetben folytatott az 1950-es években, orvosi diplomáját 1958-ban kapta kézhez. A hithű római katolikus egyetemi hallgatónőnek 1955 tavaszán emlékezetes találkozása volt Márton Áron erdélyi püspökkel, aki az orvostanhallgatóknak kifejtette, az orvosi hivatás még a papi szolgálatnál is nehezebb, mert a jó orvosnak nemcsak a betegek testét, hanem a betegek lelkét is gyógyítani kell, a püspök az orvostanhallgatók lelkére kötötte, ne urai, hanem szolgái legyenek a sokat szenvedett, megpróbált erdélyi embereknek. Jósa Piroska etikailag ezen jó tanácsok mentén végezte gyógyító munkáját.
Orvosi munkáját a nagyváradi Szülészeti és Nőgyógyászati Kórházban kezdte, hat év után körorvosnak ment a Köröskisjenő-Mezőbottyán-Hosszúújfalu orvosi körzetébe, majd 1974-től a nagyváradi Férfi Konfekciós Ruhagyárban üzemorvosi feladatokat látott el. Mindegyik állomáshelyén áldozatos orvosi munkát végzett, 1990-ben, 66 éves korában kérte nyugdíjazását.
Hagyományőrző és hagyományteremtő munkát is végzett a betegek gyógyítása mellett, s próbálta szülőföldjén kívül a nagyvilágot is megismerni, más népek életmódját, kultúráját tanulmányozni. Ismereteit, benyomásait folyamatosan lejegyezte. Nyugdíjas korában nyílt módja jegyzeteivel foglalkozni, előbb orvosi tanácsokat, majd hamarosan színes útleírásokat, élménybeszámolókat is közreadott újságokban, Kelet-Nyugat, Erdélyi Napló, Reggeli Újság, Harangszó, Vasárnap, Keresztény Szó, Reformátusok Lapja, Szemfüles.
A rendszerváltás után egyre szisztematikusabban kezdett helytörténettel foglalkozni. A 2000-es években lettek ezekből kötetek. Valamennyi könyve forrásértékű dokumentum. Jósa Piroska szinte szociográfiai módszerekkel dolgozik a helytörténetekben, mely igen emeli az ő megbízhatóságát.
Az MTA Irodalomtörténeti Intézet Illyés Archívum és PBMET szervezésében 2007. április 17-én, kedden 17 órakor mutatták be a Partiumi Füzetek soron következő köteteit, Jósától: Ezüstös gépmadarak szárnyán érkezett a halál... című kötetének bemutatására került sor a budapesti Illyés Gyula Archívum és Műhelyben.
67 év távolából (2007-ben) adta ki annak a magyarok számára nagy napnak a történetét, amely Nagyváradon 1940. szeptember 6-án volt, ezen a napon került vissza Nagyvárad az anyaországhoz, vonultak be a magyar katonák Nagyváradra, élükön Horthy Miklós a fehér lovon. Virágeső, örömujjongás, magyar zászlók, ünneplő ruhába öltözött nagyváradi magyarok fogadták őket. Nagy árat fizettek ezért a nagyváradi magyarok és a már szinte elmagyarosodott nagyváradi zsidó emberek, de Jósa Piroska úgy gondolta, hogy e napnak és az egész második világháború alatt átélt eseményeknek helyi történetét le kell jegyeznie, míg élnek a szemtanúkból.
Számos létezett szocialista országot (déli volt szovjet szocialista köztársaságok, Észak-Korea), keleti és nyugati országot bejárt Jósa Piroska az 1960-as évektől, s az azóta már sok tekintetben megváltozott történelmi viszonyok szemszögéből nézve igen tanulságosak az ő beszámolói és tapasztalatai. Jósa Piroska megidézi a múlt köveit, mert azok ott vannak mögötte, de mindig előre néz, hajtja előre az új és új gyógymódok, kultúrák, világok megismerésének a vágya.

## Kötetei
- Ezüstös gépmadarak szárnyán érkezett a halál. Az 1944. évi nagyváradi bombázások a korabeli dokumentumok és a későbbi visszaemlékezések tükrében; Partiumi és Bánsági Műemlékvédő és Emlékhely Bizottság–Királyhágómelléki Református Egyházkerület–Nagyváradi Római Katolikus Püspökség, Oradea, 2004 (Partiumi füzetek)
- Virágszőnyeg a váradi utcaköveken. Visszatekintés a bécsi döntés nagyváradi eseményeire a korabeli sajtó, néhány dokumentum és irodalmi mű, valamint a szemtanúk emlékezése tükrében; Erdélyi Magyar Ifjak, Nagyvárad, 2007, 199. p. ill.
- Bihari sorsok a változó időben. Nagyvárad, kiad a Partiumi és Bánsági Műemlékvédő és Emlékhely Társaság; Királyhágómelléki Református Egyházkerület; Nagyváradi Római Katolikus Püspökség,[5] 2008, 289. p. ill. (Ser. Partiumi Füzetek 51. Sorozatszerk. Dukrét Géza)
- A mesés Kelettől a kincses Nyugatig: Kóborlások három kontinensen. Nagyvárad, Europrint, 2008, 322 p. ill. ISBN 978-973-7735-65-2
- Árpádházi királyok kései találkozója Nagyváradon. Az 1942-es Szent László ünnepi hét krónikája; szerk. Jósa Levente Zoltán; Hatvannégy Vármegye Ifjúsági Mozgalom, Nagyvárad, 2009

## Társasági tagság
- Partiumi és Bánsági Műemlékvédő és Emlékhely Bizottság[6] tagja 1998-tól

## Díjak
- Érdemes orvos kitüntetés, 1968[7]
- Fényes Elek díj, 2007[8]

## Illusztrációk Jósa Piroska úti beszámolóihoz

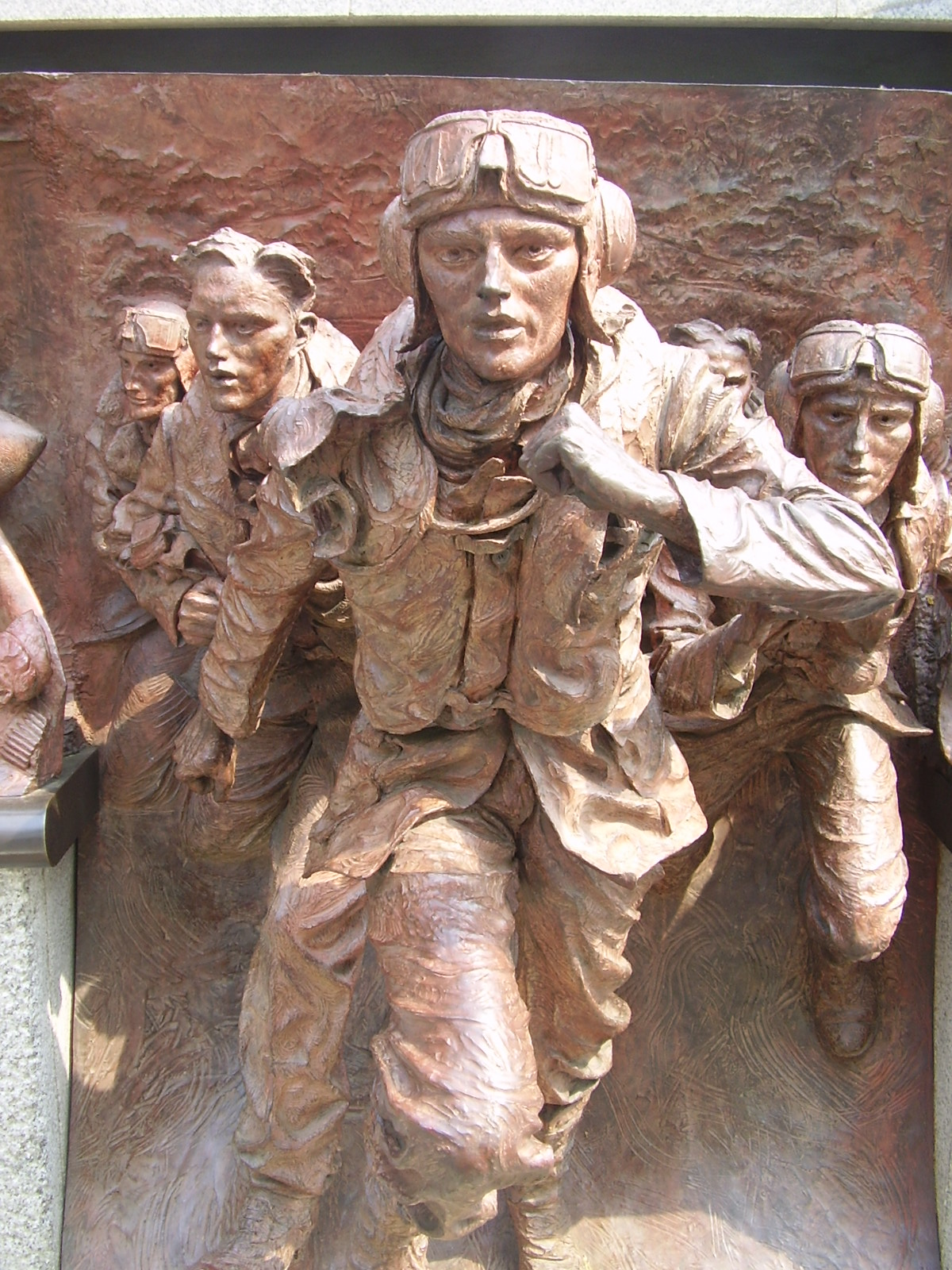
Riadó! - részlet a Battle of Britain emlékműből
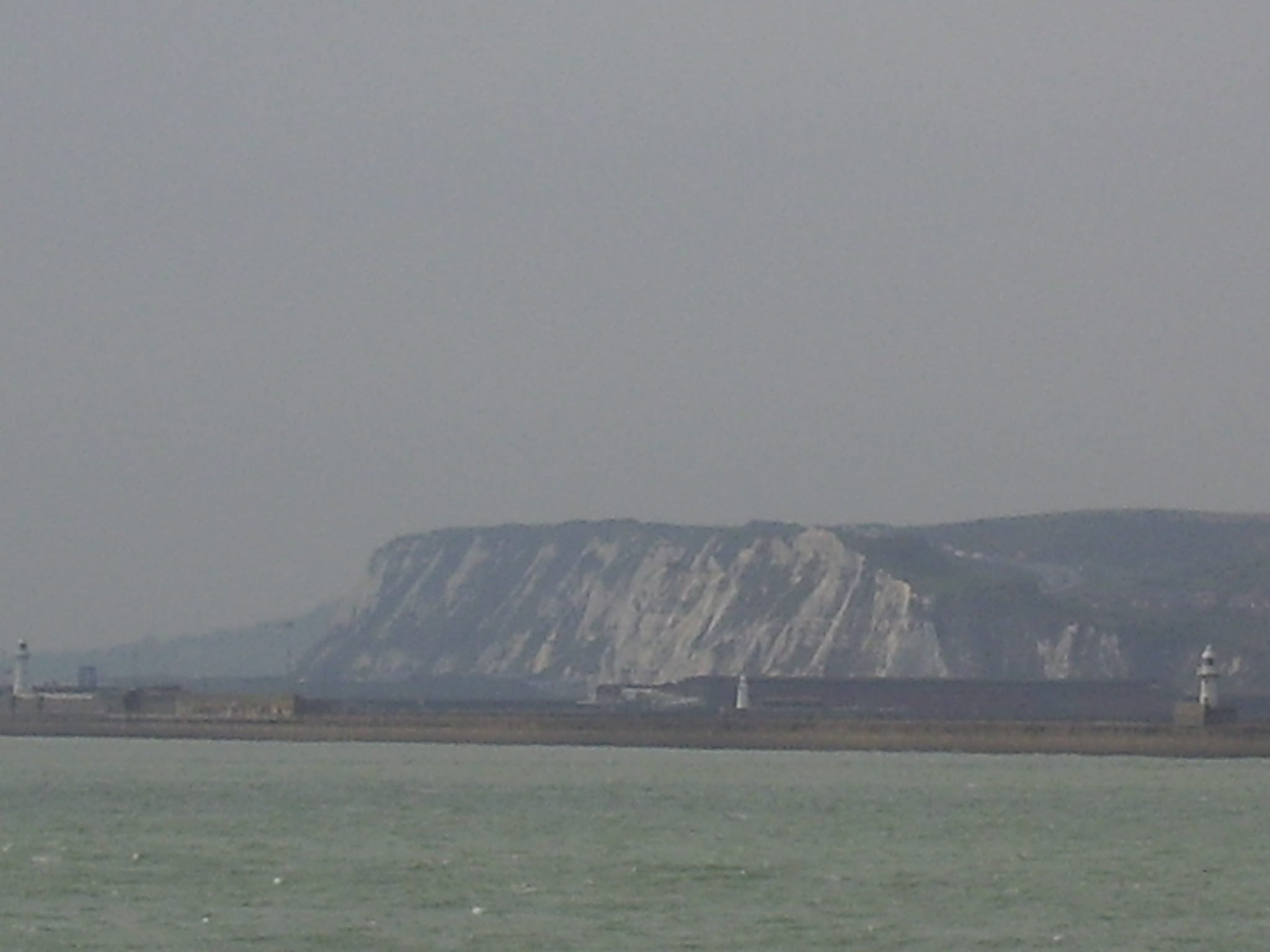
Doveri fehér sziklák
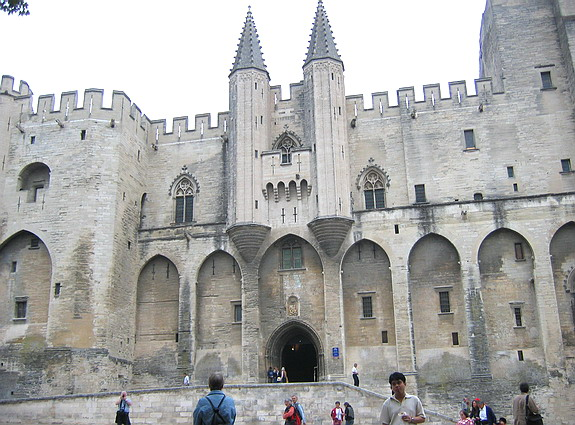
Avignon, pápai palota

## Külső hivatkozások
- Jósa Piroska: Az Illatos Hegyektől a Csendes-óceánig
- Jósa Piroska előadása Szent László királyról az Ady-líceum termében Nagyváradon[halott link]
- Udvardy Frigyes: A romániai magyar kisebbség történeti kronológiája
- Jósa Piroska: Két múzeum : Kávémúzeum Zürichben, Mozart-ház Augsburban
- A nagyváradi "verőfényes magyar ünnep". (Gondolatok Jósa Piroska: Virágszőnyeg a váradi utcaköveken című könyvéről, Erdélyi Napló, XIX. évf. 5. (900.) szám 2009. február 4.
- Dr. Jósa Piroska: Alternatív gyógymódok Archiválva 2009. március 8-i dátummal a Wayback Machine-ben
- Jósa Piroska: A mesés kelettől a kincses nyugatig c. könyvének bemutatója, 2009. április 7. Archiválva 2016. március 4-i dátummal a Wayback Machine-ben
- Jósa Piroska: Fapadossal Rómába[halott link]
- Partiumi Füzetek, könyvbemutató, szervezők: MTA Irodalomtörténeti Intézet Illyés Archívum és PBMET, 2007. ápr. 17. kedd 17 óra, Jósától: Ezüstös gépmadarak szárnyán érkezett a halál...